# Schizocosa
Schizocosa este un gen de păianjeni din familia Lycosidae.

## Specii[1]
- Schizocosa afghana
- Schizocosa altamontis
- Schizocosa arua
- Schizocosa astuta
- Schizocosa aulonia
- Schizocosa avida
- Schizocosa bilineata
- Schizocosa cecili
- Schizocosa ceratiola
- Schizocosa cespitum
- Schizocosa chelifasciata
- Schizocosa chiricahua
- Schizocosa communis
- Schizocosa concolor
- Schizocosa conspicua
- Schizocosa cotabatoana
- Schizocosa crassipalpata
- Schizocosa crassipes
- Schizocosa darlingi
- Schizocosa duplex
- Schizocosa ehni
- Schizocosa floridana
- Schizocosa fragilis
- Schizocosa hebes
- Schizocosa hewitti
- Schizocosa humilis
- Schizocosa incerta
- Schizocosa interjecta
- Schizocosa krynickii
- Schizocosa malitiosa
- Schizocosa maxima
- Schizocosa mccooki
- Schizocosa mimula
- Schizocosa minahassae
- Schizocosa minnesotensis
- Schizocosa minor
- Schizocosa obscoena
- Schizocosa ocreata
- Schizocosa parricida
- Schizocosa perplexa
- Schizocosa pilipes
- Schizocosa proletaria
- Schizocosa puebla
- Schizocosa retrorsa
- Schizocosa rovneri
- Schizocosa rubiginea
- Schizocosa salara
- Schizocosa salsa
- Schizocosa saltatrix
- Schizocosa segregata
- Schizocosa semiargentea
- Schizocosa serranoi
- Schizocosa stridulans
- Schizocosa subpersonata
- Schizocosa tamae
- Schizocosa tenera
- Schizocosa tristani
- Schizocosa uetzi
- Schizocosa venusta
- Schizocosa vulpecula
- Schizocosa yurae